# Ebb and Flow 52
Ebb and Flow 52 är ett reservat i Kanada.   Det ligger i provinsen Manitoba, i den sydöstra delen av landet, 1 800 km väster om huvudstaden Ottawa. Ebb and Flow 52 ligger vid sjön Lonely Lake.
Omgivningarna runt Ebb and Flow 52 är en mosaik av jordbruksmark och naturlig växtlighet. Trakten runt Ebb and Flow 52 är nära nog obefolkad, med mindre än två invånare per kvadratkilometer.